# إحسان بيات
إحسان بيات (بالإنجليزية: Ehsan Bayat)‏‏ (15 يوليو 1963 في ولاية غزني - ) رائد أعمال من الولايات المتحدة.